# Aselgeoides trispinosa
Aselgeoides trispinosa är en insektsart som beskrevs av Synave 1956. Aselgeoides trispinosa ingår i släktet Aselgeoides och familjen Dictyopharidae. Inga underarter finns listade i Catalogue of Life.